# Герб Юрьев-Польского
Герб городского поселения «Город Ю́рьев-По́льский» Юрьев-Польского района Владимирской области Российской Федерации.
Герб утвержден 27 марта 2019 года Решением Совета народных депутатов муниципального образования город Юрьев-Польский № 11.
Герб зарегистрирован в Государственном геральдическом регистре РФ под № 12221.

## Описание герба
«В серебряном поле два золотых плетеных кузовка без ручек, один подле другого, полные червленых вишен с зелеными листьями на таковых же черенках».— Положение «О гербе муниципального образования город Юрьев-Польский» 

## Описание символики
Город Юрьев-Польский имеет древнюю и богатую историю. Необычное составное имя города говорит о его основателе и местоположении. Город был назван в честь князя Юрия Долгорукого, о чем свидетельствует Никоновская летопись записью под 1152 годом: «Великий князь Юрий Суждальский мнози церкви созда и в свое имя град Юрьев заложи, нарицаемый Польский». Города на Руси обычно ставились на высоком крутом берегу при слиянии двух рек. Поэтому основанный на равнине (в поле), хотя и при слиянии рек Колокши и Гзы, город Юрьев получил приставку Польский, чтобы отличать его от другого города Юрьева (ныне — Тарту), основанного еще Ярославом Мудрым и названного в его честь (при крещении Ярослав Владимирович получил имя Юрий).
За основу герба муниципального образования город Юрьев-Польский взят исторический герб уездного города Юрьев-Польский Владимирского наместничества, Высочайше утвержденный 16-го августа 1781 года, подлинное описание которого гласит: «В верхней части герб Владимирский; в нижней части в серебряном поле натурального цвета два кузовка, наполненные вишнями, чем сей город изобилует». Применение фигур исторического герба — кузовков, наполненных вишней, символизирует богатую историю города, бережное отношение местных жителей к своему прошлому и традициям.
Вишня — символ жизни, достатка, красоты и плодородия, которыми с незапамятных времен славилась Юрьевская земля.
Полные кузовки символизируют изобилие, достижение поставленных целей и вознаграждение за упорный труд.
Историческое прошлое, когда Юрьев-Польский был центром удельного Юрьевского княжества (1213 — ок. 1340 гг.), отражено наличием в статусной короне города пояса из драгоценных камней.
Примененные в гербе цвета символизируют:
- червлень (красный цвет) — символ мужества, силы, трудолюбия, красоты и праздника;
- зеленый цвет — символ природы, здоровья, молодости, жизненного роста;
- серебро (белый цвет) — символ чистоты, совершенства, мира и взаимопонимания;
- золото (желтый цвет) — символ урожая, богатства, стабильности, уважения и интеллекта.

## История герба
Исторический герб уездного города Юрьев-Польский был Высочайше утверждён 16 августа 1781 года императрицей Екатериной II вместе с другими гербами городов Владимирского наместничества (ПСЗРИ, 1781, Закон № 15205).
Подлинное описание герба уездного города Юрьев-Польского гласило: 

«Въ серебряномъ полҍ натуральнаго цвҍта два кузовка, наполненные вишнями, чҍмъ сей городъ изобилуетъ».— ПСЗРИ, 1781, Закон № 15205.
В верхней части герба Юрьев-Польского размещался герб Владимирский.
Во второй половине XIX века был составлен проект герба Юрьева-Польского (официально не утверждён) по правилам, разработанным Б. Кене. В серебряном поле три ягоды вишни с черенками и листьями. В вольной части герб Владимирской губернии.
В советское время исторический герб Юрьев-Польского не использовался.
27 июня 2007 года исторический герб Юрьев-Польского 1781 года был утверждён в качестве официального герба городского поселения город Юрьев-Польский.

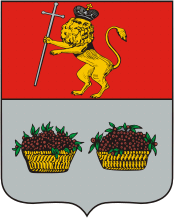

Герб город Юрьев-Польского был утверждён Решением Совета народных депутатов муниципального образования город Юрьев-Польский Владимирской области № 53 от 9 ноября 2006 года.
28 марта 2007 года Решением Совета народных депутатов муниципального образования Юрьев-Польский район Владимирской области от № 25 было утверждено Положение «О Гербе муниципального образования Юрьев-Польский район», в котором описан герб района:

«Герб города Юрьев-Польский представляет собой щит, имеющий прямоугольную конфигурацию с небольшим заострением нижней стороны. Горизонтально он разделён на две части. В верхней части на красном фоне золотой львиный леопард в железной, украшенной золотом и цветными камнями короне, держащий в правой лапе длинный серебряный крест (герб Владимирской области). В нижней части — в серебряном поле натурального цвета два кузовка, наполненные вишнями, чем сей город изобилует».— Положение «О гербе муниципального образования город Юрьев-Польский»